# 雙冀
雙冀（韓語：쌍기，？—約975年），高麗王朝初期儒學學者，他將科舉考試制度引入高麗。
雙冀是來自後周，曾擔任過後周的武勝軍節度巡官將仕郎試大理評事。955年（光宗七年），跟隨冊封使薛文遇來到高麗。在此期間雙冀得病，留在了高麗治病。病愈後，引對稱旨。高麗光宗愛其才，請求後周將雙冀留在高麗，為自己所用，得到後周朝廷的允許。於是光宗將他突然提拔為元甫翰林學士，不超過一年，又授以文柄，時人議論認為光宗太過於重用他了。957年（光宗九年），雙冀建議光宗模仿中原開科取士。光宗允許，命他主持科舉考試，以詩賦頌策取進士甲科崔暹等二人、明經三人、卜業二人。自後多次主持科舉考試，並倡導了高麗的文學。十年，父侍御哲時爲淸州守，聞冀有寵，隨回使王兢來拜佐丞。此後史逸。